# Miltonia spectabilis
Miltonia spectabilis är en orkidéart som beskrevs av John Lindley. Miltonia spectabilis ingår i släktet Miltonia och familjen orkidéer. Inga underarter finns listade i Catalogue of Life.

## Bildgalleri

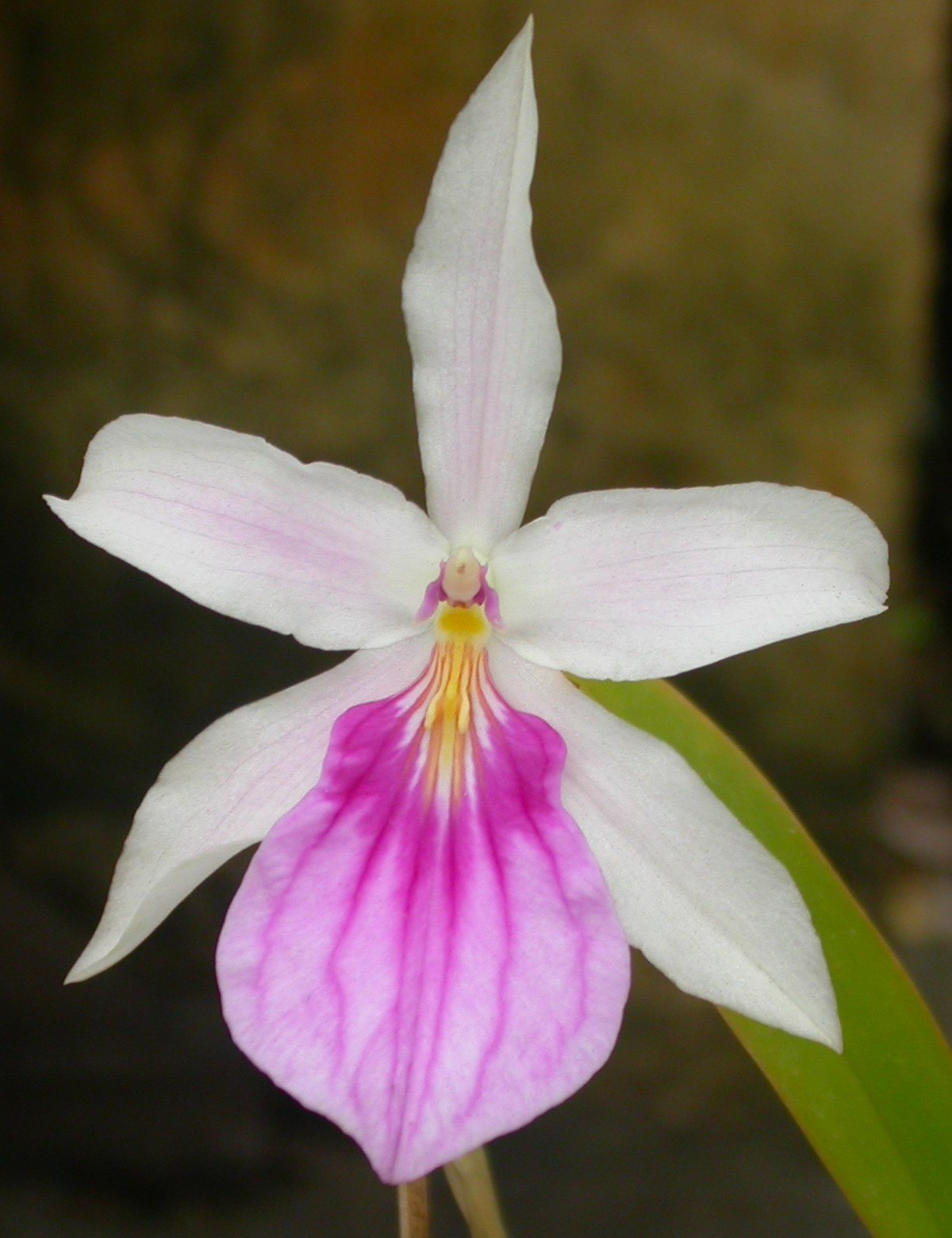
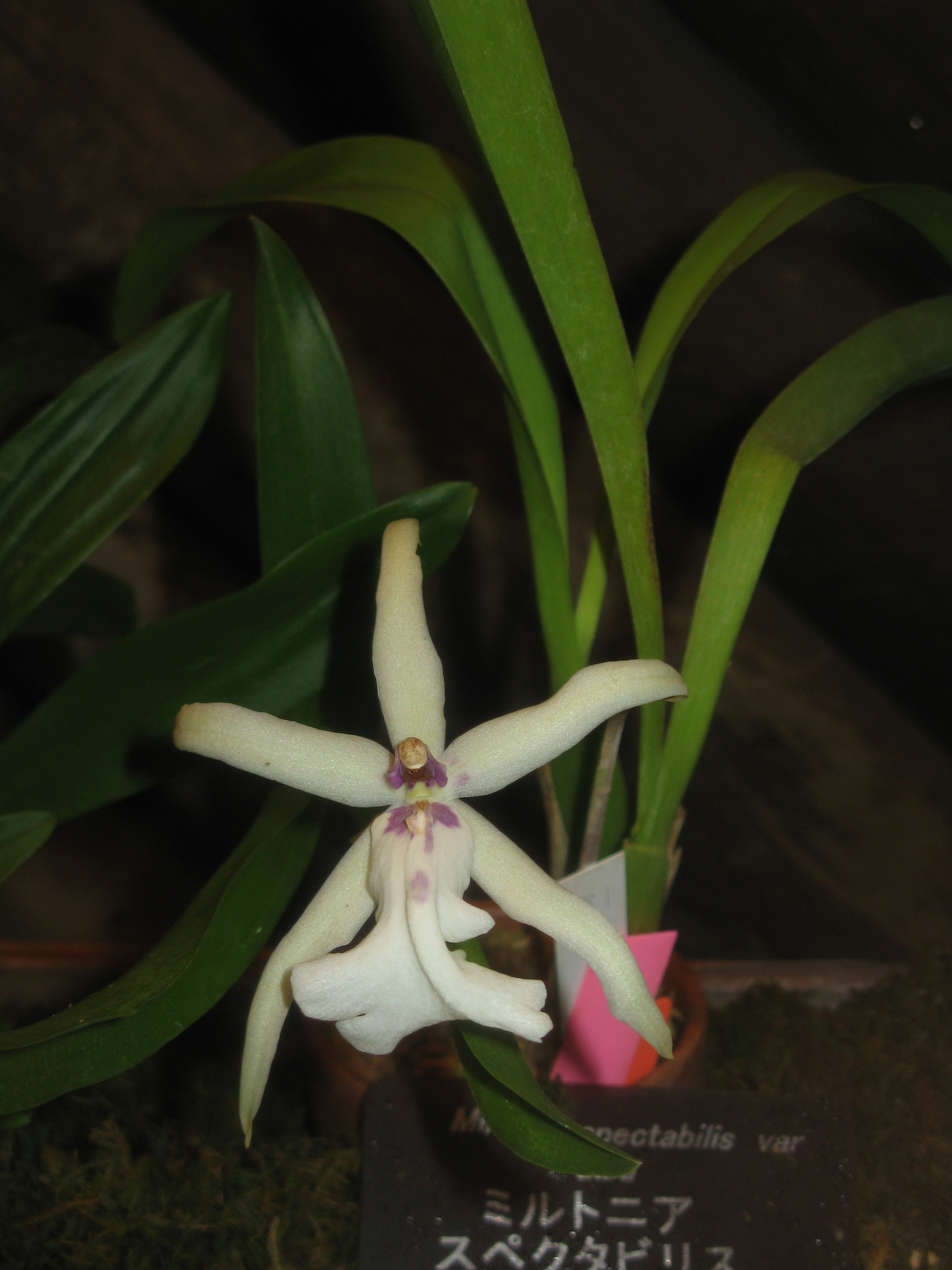
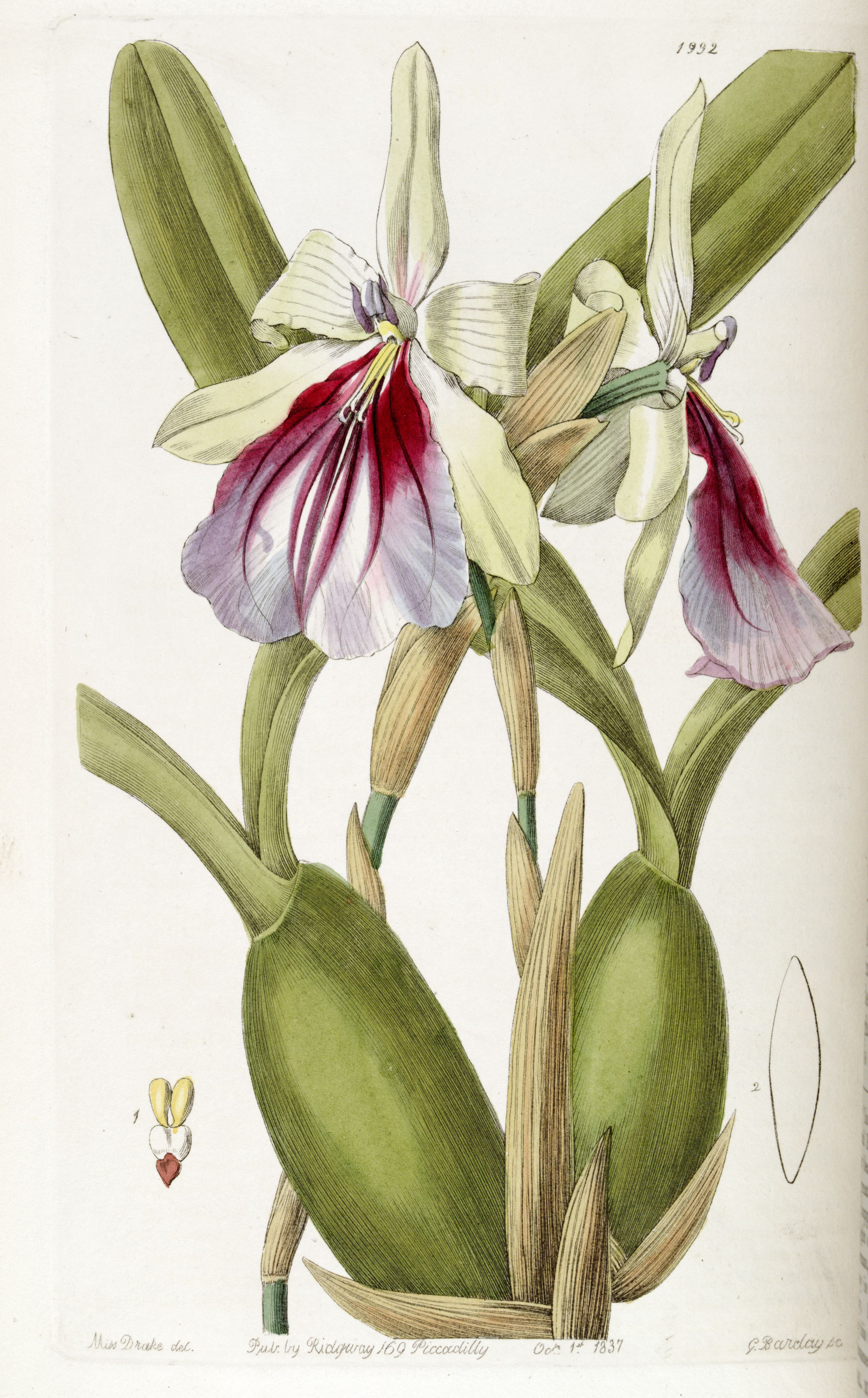
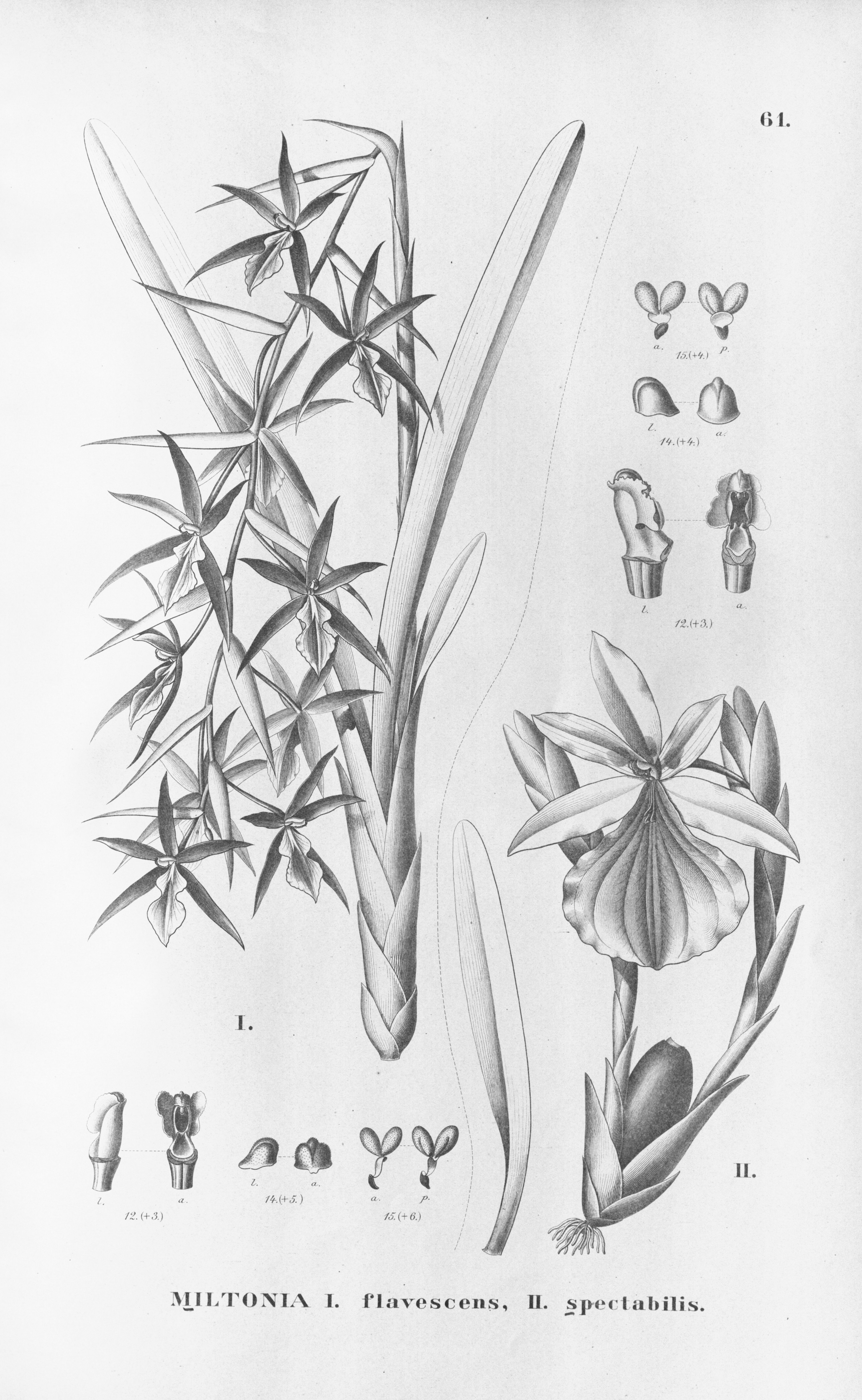
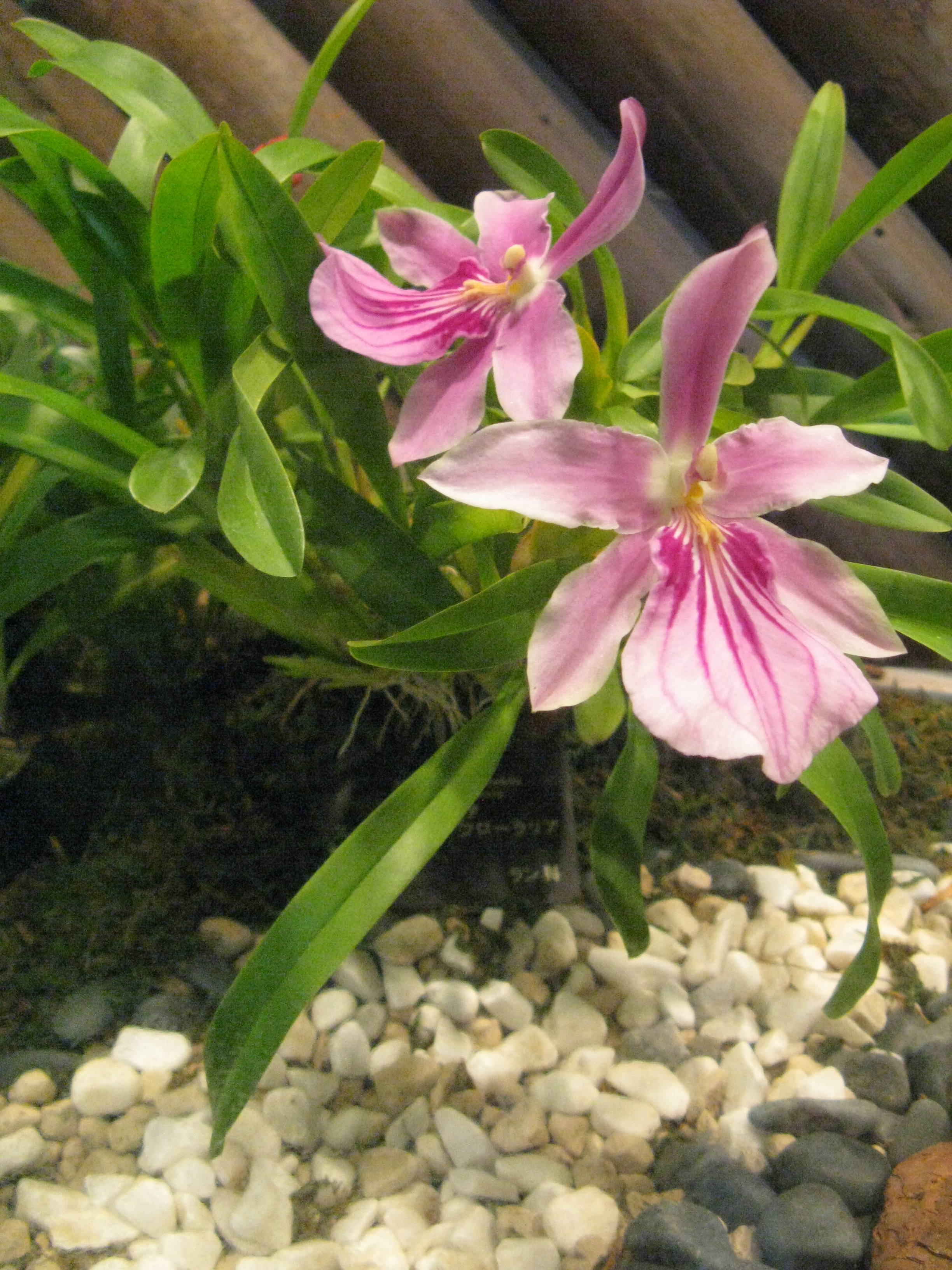
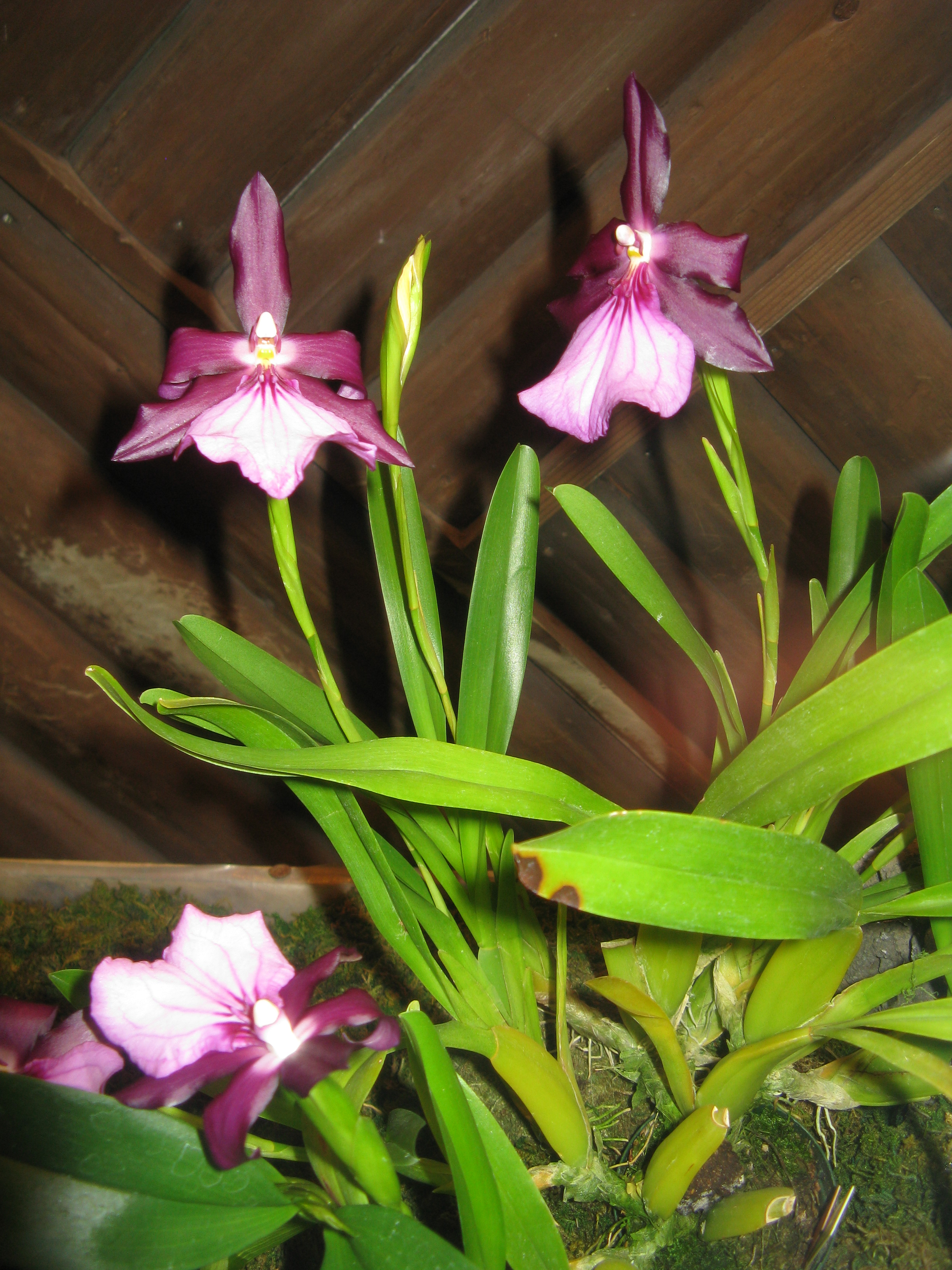